# 祖約
祖 約（そ やく、266年 - 330年）は、西晋から東晋にかけての武将。字は士少。范陽郡遒県の人。父は祖武。兄に祖該・祖納・祖逖。

## 生涯
兄の祖逖とは非常に仲が良かったという。
始め孝廉に挙げられ、成皋県令に任じられた。
永嘉5年（311年）6月、永嘉の乱により洛陽が陥落すると、祖約は祖逖に従って丹徒の京口へ移住した。
建武元年（317年）2月、東晋が成立すると、祖約は掾属に任じられ、陳留出身の阮孚と共にその名を馳せた。後に従事中郎に移り、人材の選挙を取り行った。
6月、北伐を敢行していた祖逖が譙・沛を攻略すると、祖約もまた次第に重用されるようになっていった。やがて侍中に任じられた。
大興4年（321年）9月、祖逖が死去すると、10月には祖約が後任の平西将軍・豫州刺史に任じられ、祖逖軍を引き継いだ。しかし、祖約には綏馭の才（人を慰撫し、統率する事）は全く無かったので、士卒は彼に靡かなかったという。
祖約の異母兄である光禄大夫祖納は密かに元帝へ「約は内心では陵上の心（自ら上に立とうという志）を抱いており、抑えておくべきです。今、左右に侍ってその名を高めているの、これに加えて権勢を仮に与えたとなれば、まさに乱の兆しとなりましょう」と諫めたが、元帝は聞き入れなかった。当時の人は、祖納は祖約と生母が異なる事から、祖約が寵貴される事を嫉んでおり、故にこのような発言をしたのだと噂した。
これより以前、范陽出身の李産もまた乱を避けて祖逖に付き従っていたが、彼は祖約がただならぬ志を抱いていると思い、親族へ「北方は混乱の最中にあり、このような遠方まで至ったが、それは宗族の無事を願ったからだ。今、祖約は不測の志を有しており、我は親族の命を預かっているからには、早く身の振り方を定めねば、不義の立場へ陥ってしまう。目先の利益の為に長久の策を忘れる事は出来ぬ」と述べ、子弟10人余りと共に密かに故郷へ帰った。
永昌元年（322年）10月、後趙は幾度も河南へ侵攻し、襄城・城父を攻略し、さらに譙を包囲した。祖約はこれを阻むことが出来ず、寿春へ撤退した。後趙はさらに陳留を攻略したので、梁・鄭の地は騒然となった。
太寧2年（324年）5月、大将軍王敦が反乱を起こすと、祖約は建康に赴いて護衛をするよう命じられた。
同月、彼は寿春において王敦が任じた淮南郡太守任台を追放すると、功績により五等侯に封じられ、鎮西将軍に昇進した。そのまま寿春に軍を留めて動かず、北境の守りを固めた。
太寧3年（325年）7月、明帝が崩御したが、祖約はその顧命に預かる事は無く、遺詔にも昇進などの措置は書かれていなかった。また以前より望んでいた開府についても得られておらず、諸々の上表についても多くが聞き入れられなかった。祖約は自らの名望・行いや家柄について、名族である郗氏・卞氏にも劣らないと考えていたので、その怨望は大いに募り、これを宰相である庾亮の陰謀ではないかと疑った。庾亮もまたこの時から蘇峻の異心を疑っており、彼が陶侃の兵を吸収することを恐れていたという。
咸和元年（326年）11月、後趙の石聡が寿春に侵攻すると、祖約は幾度も上表して救援を請うたが、朝廷は兵を出さなかった。石聡は逡遒・阜陵へ進んで5千人余りを殺掠すると、建康は大いに震撼し、司徒王導を江寧へ派遣して備えた。冠軍将軍蘇峻は配下の韓晃を派遣して石聡を攻撃し、これを撤退させた。朝議はさらなる後趙の侵攻に備えるために涂塘を造ろうと考えたが、これを聞いた祖約は「これは、我を棄てるという事か！」と激怒し、その憤患はますます激しくなった。
庾太后は蔡謨を祖約の下へ派遣してその労苦をねぎらったが、祖約は蔡謨と対面すると、眼を怒らせながら袂を翻し、朝政を激しく批難するのみであった。
咸和2年（327年）10月、蘇峻が歴陽で挙兵して東晋に反旗を翻すと、彼は祖約もまた朝廷と対立していると知り、参軍徐会を派遣して祖約へ同盟を持ちかけ、共に庾亮を討とうと要請した。祖約はこの申し出に大喜びし、同盟を結んだ。従子の祖智・祖衍はいずれも邪にして乱を好む人物であったので、この申し出に喜んだ。譙国内史桓宣は祖約を諫めるために面会を請うたが、祖約はその意思を知っていたので面会を拒絶した。桓宣はこれにより祖約と絶交した。
11月、祖約は配下の沛国内史祖渙・淮南郡太守許柳に兵を与えて蘇峻と合流させた。祖逖の妻は許柳の姉であったので、彼女は従わないよう固く諫めたが、聞き入れられなかった。
咸和3年（328年）1月、蘇峻は祖渙・許柳を始め1万の兵を率いて建康へ向けて進撃すると、皇帝軍を幾度も破り、2月にはこれを陥落させた。こうして蘇峻が政権を掌握すると、功績により祖約は侍中・太尉・尚書令に任じられた。
4月、後趙の将軍石堪は宛城へ侵攻し、南陽郡太守王国を降伏させた。さらには淮上へ進攻して祖約を攻めると、祖約の配下であった陳光は反旗を翻して祖約を攻撃した。祖約の側近閻禿は祖約と顔が似ており、陳光は彼を祖約と勘違いして捕らえたので、祖約は垣を越えて逃亡する事が出来た。陳光は後趙へ亡命した。
同月、温嶠・庾亮は水軍7千を率いて蘇峻・祖約の討伐を宣言すると、陶侃もまたこれに呼応して武昌より出撃した。
5月、蘇峻は米1万斛を祖約の陣営へ送り届け、祖約は司馬桓撫らを派遣してこれを迎え入れた。だが、温嶠軍の前鋒である毛宝は千人の兵を率いて桓撫軍を襲撃し、兵糧を尽く鹵獲して1万人を斬獲したので、祖約軍は飢えに苦しんだ。
6月、祖約は配下の祖渙・桓撫を湓口から皖へ侵攻させ、譙国内史桓宣を攻撃させた。陶侃配下の毛宝は救援に向かうと祖渙らはこれを返り討ちにしたが、毛宝は軍勢立て直すと逆に祖渙らを破ったので、桓宣は難を逃れて温嶠軍と合流した。毛宝はさらに進んで東関にいる祖約軍を攻め立てると、その攻勢の前に合肥城は陥落した。その後、毛宝は温嶠軍と合流して石頭に戻った。
6月、後趙の将軍石聡・石堪は兵を率いて淮河を渡り、寿春を攻めた。7月、祖約の諸将は密かに後趙と通じており、石聡らの攻撃に内から呼応したので、祖約軍は崩壊し、祖約自身は歴陽へ逃れた。石聡らは寿春の2万戸余りを引き連れて帰還した。
咸和4年（329年）1月、冠軍将軍趙胤は配下の甘苗を三焦から歴陽に派遣して祖約を討たせると、祖約はこれに恐れをなし、夜闇にまぎれて側近数百人を伴って後趙に亡命した。その配下牽騰は兵を率いて趙胤に降った。
祖約の到来を知った後趙君主石勒は、王波に命じて「卿は反逆するも進退行き詰まって帰服してきたが、我が朝廷は逃げ込む藪とでも考えているのか。卿は何の面目があって顔を出せるというのか」と責め立てさせ、前後の檄書を示したが、彼を罪には問わずに帰順を許した。だが、石勒は祖約が晋朝に忠を尽くさなかったことから忌み嫌っており、長らく面会をしなかった。
咸和5年（330年）2月、程遐は石勒へ「天下がほぼ定まりつつある今、逆順をはっきりさせるべきです。かつて漢高祖（劉邦）は季布を赦し丁公（丁固）を斬りました。大王は挙兵して以来、忠義を尽くす者はたちまちこれを褒し、背叛して臣ならざる者にはたちまちこれを誅しました。これによって、天下は盛徳を迎えたのです。今、祖約がまだ存命していることに臣は戸惑いを覚えざるを得ません。そればかりか、大王は祖約を賓客として引き入れています。祖約は郷里の先人の田地を占奪するなどして、地主から多くの怨みを買う人物ですぞ」と述べて祖約誅殺を勧めると、安西将軍姚弋仲もこれに同意した。これにより石勒は殺害することを決めると、偽って「祖侯（祖約）は遠くより来られたが、喜歓する事もまだ無かったであろう。子弟を集めて一堂に会するがよい」と命じ、祖約と彼の一族を呼び寄せると、石勒は病気を理由に程遐を代役に立て、祖約を始め宗族の者を連行させた。祖約は自分に禍が降り掛かると理解し、大いに飲んで酔い潰れた。市に至った所で引き出されると、外孫を抱きかかえてそのまま泣き崩れた。祖約はそこで斬り殺され、諸子姪親属の100人余りもまた尽く誅殺された。婦女や伎妾は、諸胡人に下賜された。

## 逸話
祖約は妻との間に子供はおらず、その妻は嫉妬深い性格であったので、その意見に逆らうようなことは無かった。ある夜、外で寝ていたところ、突然人に傷つけられた事があったが、犯人はよく分からなかった。祖約は妻の差し金ではないかと疑い、職を辞する事を求めたが、元帝はこれを許可しなかった。だが、祖約は右司馬営の東門より許可を得ずに出て行ってしまった。これを知った司直劉隗は弾劾して祖約の官位を落とすよう訴えたが、元帝は罪に問わなかった。劉隗は幾度もこの意見を容れるよう請うたが、聞き入れられる事は無かった。